# 梅羅 (路易斯安那州)
梅羅（英語：Meraux）是位於美國路易斯安那州聖貝爾納堂區的一個普查規定居民點。

## 人口
根據2020年美國人口普查的數據，梅羅的面積為12.46平方千米，當中陸地面積為10.74平方千米，而水域面積為1.72平方千米。當地共有人口6804人，而人口密度為每平方千米546.07人。